# عزان بن قيس بن عزان
الإمام عزان بن قيس بن عزان بن قيس بن الإمام أحمد بن سعيد بن أحمد بن محمد بن خلف بن سعيد بن مبارك آل بو سعيد

## انتخابه
تم انتخاب الإمام عزان بن قيس من قبل أهل الحل والعقد في عصره، وعلى رأسهم سعيد بن خلفان الخليلي، وذلك من أجل إعادة حكم الشورى والبعد عن تدخل الإنجليز في الشؤون العمانية، وكان من أهدافها توحيد عمان وزنجبار بعدما فرضت بريطانيا الانقسام، وجعلت زنجبار تدفع لمسقط قدرا من المال، وقد نجحت الثورة التي قام بها الإمام ومن معه وخاصة الشيخ صالح بن علي الحارثي، وتمت السيطرة على مسقط وإعلان الإمامة، ولكن التدخل الإنجليزي أضاع الجهد الوطني واستطاع إعادة السلطنة من جديد وقد استشهد الإمام على أيدي بعض المغَرَرين في مطرح.
| المناصب السياسية           | المناصب السياسية | المناصب السياسية           |
| -------------------------- | ---------------- | -------------------------- |
| سبقه سالم بن ثويني بن سعيد | سلاطين عمان      | تبعه تركي بن سعيد بن سلطان |